# El Naranjo, Tonalá
El Naranjo är en ort i Mexiko.   Den ligger i kommunen Tonalá och delstaten Chiapas, i den sydöstra delen av landet, 700 km sydost om huvudstaden Mexico City. El Naranjo ligger 8 meter över havet och antalet invånare är 348.
Terrängen runt El Naranjo är platt. Runt El Naranjo är det ganska glesbefolkat, med 50 invånare per kvadratkilometer. Närmaste större samhälle är Tonalá, 11,9 km norr om El Naranjo. Omgivningarna runt El Naranjo är en mosaik av jordbruksmark och naturlig växtlighet.